# NGC 2790
NGC 2790 este o radiogalaxie situată în constelația Racul. A fost descoperită în 17 februarie 1865 de către Albert Marth.